# Темп (розповідь)
У літературі темп — це швидкість, з якою розповідається історія Кількість слів, необхідних для опису певної події, не залежить від того, скільки часу триває подія, проте залежить від того, наскільки важливим є цей момент для розповіді (твору). Темп визначається довжиною події і тим, як швидко вона рухається, і як швидко читач отримує інформацію. Темп розповіді є ключовою характеристикою літературного сюжету. Іноді він залежить від літературного жанру твору: події у комедії відбуваються швидше, ніж у драмі ; (моменти з діями рухаються швидше, ніж очікування) Повільний темп характерний для багатьох романів, які були відхиленими видавцями, і для тих, які були видруканими, але не здобули прихильності серед читачів. Від темпу залежить, чи зацікавить читача той чи інший твір.

## Види темпу
1. Резюме (минуло 5 років, під час яких герої робили ….)
2. Дескриптивна  пауза — описи пейзажів, речей, людей
3. Уривок, де темп оповіді імітує реальний темп
4. Еліпсис, повне розірвання оповіді (минуло 5 років)

## Методи
Автори мають у своєму розпорядженні ряд інструментів написання. Наприклад, розповідь, дія, опис і діалог. Щоб надати темпу оповіді, використовують опис і розповідь для сповільнення сюжету і діалог та дію — для пришвидшення. З усіх інструментів, якими володіє письменник, діалог — це той засіб, який найшвидше переносить героїв і читача в певний момент оповіді, навіть більше, ніж дії.
Темп можна збільшити за допомогою:
- повернення до події, яка є в історії, але ніколи до того не з'являлась у книзі[6]
- пропуск моментів у логічній послідовності подій[6]
- короткі сцени[7]
- часті абзаци[8]
- короткі речення[8]
- діалог[4][8]
- дія[4]
- активні та агресивні дієслова[9]
- Урізання (видалення зайвих слів і фраз, непотрібних прикметників і прислівників)[10]

Темп можна зменшити за допомогою:
- опис і розповідь[4]
- ліричні відступи
- аналіз подій

## Конструювання
У той час, як діалог є елементом, який дає історії і персонажам життя на сторінці, дія створює рух, а опис дає озповіді його глибину і сутність. Написання історії означає, що ми повинні переплести всі елементи художньої літератури. У випадку правильного поєднання усіх елементів, розповідь буде становити одне збалансоване ціле Динаміка — це, мабуть, найпоширеніший елемент художньої літератури, на який слід звернути увагу, під час написання правильної композиції твору, тобто поєднання діалогу, опису і дії. Немає чітких правил про те, як використовувати елементи і в якій послідовності. Є моменти, коли варто використовувати діалоги для пожвавлення сюжету і надання гостроти. Проте, бувають випадки, коли дія повинна рухатися повільно, а для цього не завжди підходять діалоги. У всіх розповідях є сцени, для яких найкращим буде використання лише або опису, або діалогу, або лише дію. Добре конструювати — це знайти темп розповіді.

## Різновиди

### Всередині історії
Запорука хорошого сюжету полягає у правильному балансі. Зважаючи на інтенсивність подій у сценах, письменник може зробити романи свіжими і незабутніми. Письменники-початківці часто надають кожному моменту розповіді того самого значення, тобто темпу. Проте, у написанні художньої літератури, вони керують часом, у якому відбувається подія. Вони можуть швидко пройти через те, що не має значення, або навіть повністю пропустити його, при тому, розтягуючи події, які можуть більше хвилювати читача. Використовується час для розповіді і для показу Більшість історій розгортаються не надто швидко, але занадто повільно. З іншого боку, немає нічого менш захоплюючого, ніж безперервна напруга, тому письменники повинні уникати монотонності постійних дій і конструювати темп. Напруга у кожній сцені повинна поступово зростати. Початкова перешкода, яку герой долає, має бути меншою, ніж наступна.

### Між різними історіями
Різні види історій закликають до різних видів персонажів, напруженості, темпів, тем і діалогу. Екшн-пригода потребує швидкого діалогу в кожній сцені, щоб підтримуват швидкий темп історії. Аналогічно, літературна історія потребує діалогу, який би відповідав темпу інших її елементів, тобто він повинен рухатися повільніше. Жанрові історії, як правило, швидко рухаються, використовуючи більше діалогу і дії, але менш повільні темпи, оскільки вони, як правило, акцентують увагу на сюжеті, ніж на персонажі. Це переважно стосується масової літератури. Акцент робиться на дію, яка підтримує швидкість сюжету, а не на оповідь, яка утримує емоційний ріст персонажа. Саме характер і тип персонажів визначає, наскільки швидко чи повільно вони розмовляють.

## Функції
Темпом є не тільки швидкість, з якою рухається історія, а й техніка, яка визначає прихильність аудиторії до розповіді. Це пов'язано з тим, що коли історія розвивається повільно, то вона підходить старшій аудиторії, тоді як та, яка швидко розвивається апелює до молодшої. Використовують цю техніку не тільки письменники-фантасти, але й поети використовують пунктуацію і форматування, щоб встановити темп своїх віршів. Вони навіть можуть використовувати риму, щоб вплинути на темп. Крім того, письменники, що займаються документальною літературою, використовують його для того, щоб уникнути сірості та похмурості, і повільно, щоб акцентувати більше уваги деталям.